# Irma (Alberta)
Pour les articles homonymes, voir Irma.

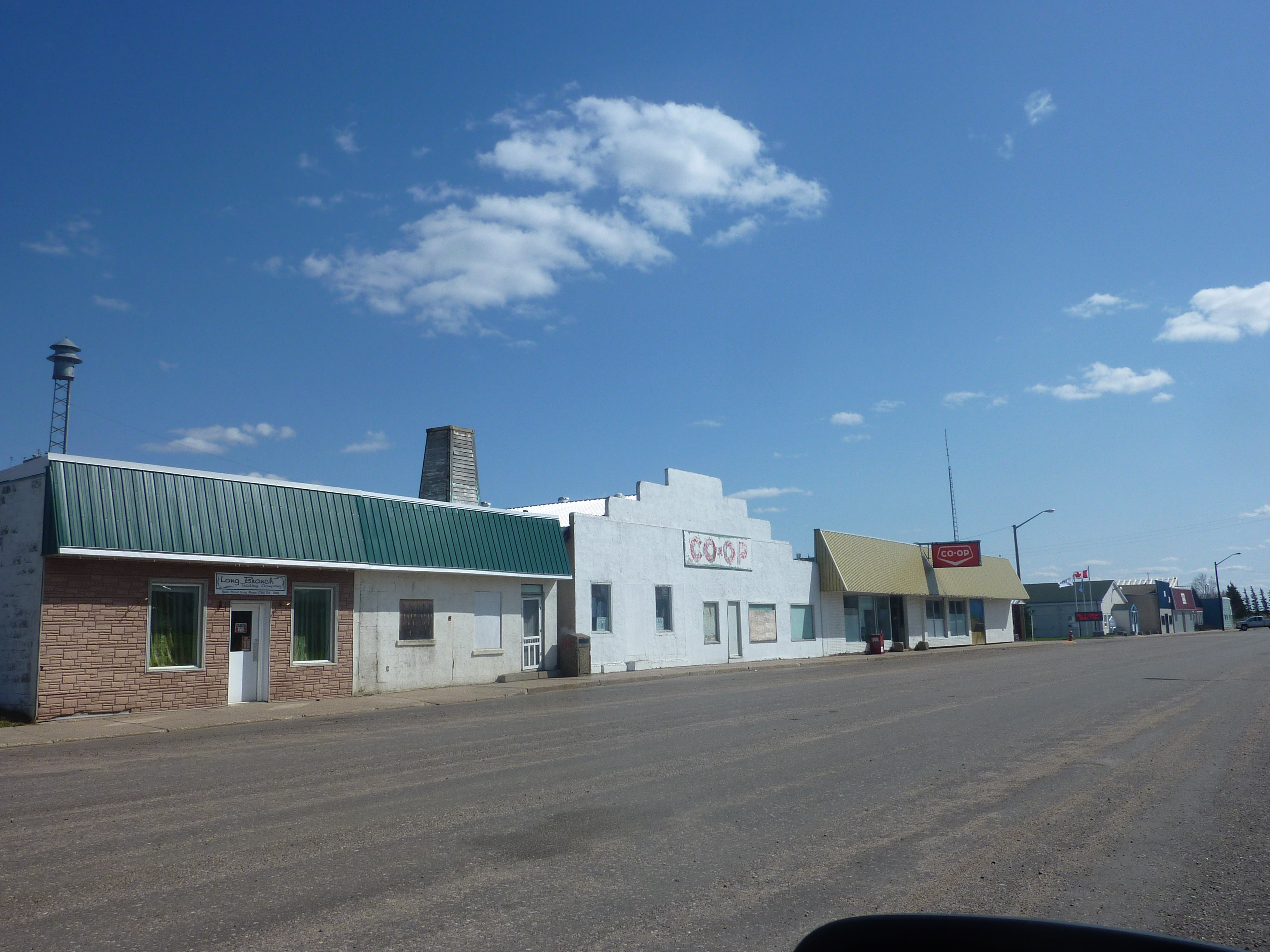
Rue principale

Irma est un village situé dans le comté de Beaver en Alberta au Canada. Il est situé à 29 km au nord-ouest de Wainwright et à 178 km au sud-est d'Edmonton le long de l'autoroute 14 et de l'autoroute 881.

## Démographie
| 2001 | 2006 | 2011 | 2016 |
| ---- | ---- | ---- | ---- |
| 435  | 444  | 457  | 521  |